# Giuseppe La Rosa
Giuseppe La Rosa (Raguse, 19 novembre 1917 - Modica, 21 mai 2011) était un homme politique italien.

## Biographie
Il a été membre du Sénat de la République pendant les 5e et 6e législatures.